# 클로이 그레이스 머레츠
클로이 그레이스 머레츠(영어: Chloë Grace Moretz, 1997년 2월 10일 ~ )는 미국의 배우, 모델이다. 그녀는 만 7세에 연기 생활을 시작했고, 《아미티빌 호러》(2005년), 《500일의 썸머》(2009년), 《윔피 키드》(2010년), 《킥 애스》(2010년), 《렛 미 인》(2010년), 《휴고》(2011년)와 《다크 섀도우》(2012년), 《킥 애스 2》(2013년) 등의 영화에 출연했다.

## 출생 및 가정사
머레츠는 조지아주 애틀랜타에서 1997년 2월 10일 태어났다. 그의 아버지 매코이 리 머레츠는 성형외과 의사이고, 어머니 테리 머레츠(옛 성씨는 듀크)는 간호사이다. 형제들은 브랜던, 트레버, 콜린, 이선이라는 네 명의 오빠들이 있다. 그는 자신의 가족을 "독실한 크리스천"이라고 설명했다
 그의 집안은 독일계, 잉글랜드계와 스코틀랜드계, 웨일즈계, 스위스계 독일인 후손이다. 그의 부모가 바빠 함께 하지 못할 때에는 머레츠의 오빠 중 한명인 트레버가 그의 연기 코치와 장거리 여행을 함께 다니기도 했다. 2002년 머레츠는 조지아 주, 카터즈빌에서 뉴욕으로 그의 어머니, 오빠 트레버와 이동했고 트레버가 전문예술공연학교에 합격해 연기 수업을 받았다. 트레버는 그가 도움을 요청했을 때 자신이 학교에서 배운 연기 기술을 가르쳤다. 이후 가족은 그가 배우로서 자질이 있는지 확인하기 위해 몇 가지 오디션에 참석하기로 결정했고, 머레츠의 본격적인 할리우드 활동을 위해 캘리포니아주, 로스앤젤레스로 이사를 오게 된다.

## 연기 생활

### 2004년 ~ 2009년: 아역 배우로서 도약

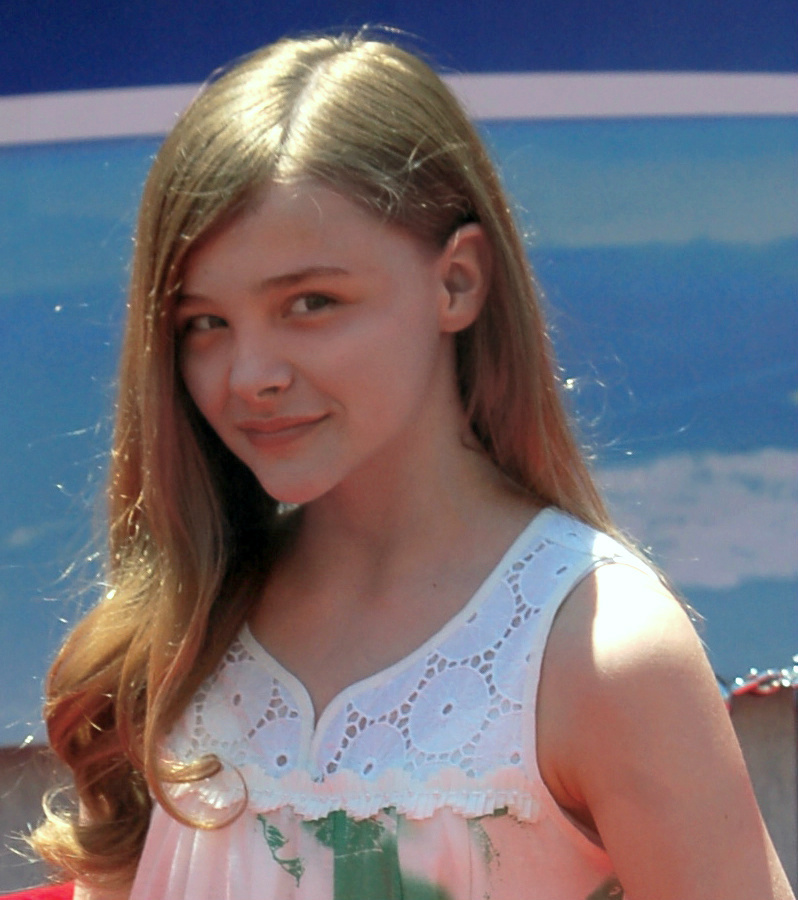
2009년 4월 모레츠

할리우드에 데뷔한 그의 첫 연기는 2004년 CBS의 드라마 시리즈 《가디언》 2 에피소드에서 바이올렛 역할으로, 그의 첫 번째 영화의 역할은 2005년 개봉한 《하트 오브 더 비홀더》에서 몰리 역할이다. 그는 영 아티스트 어워드(젊은 예술가상)에 첫 후보 지명되며 배우로서 자질을 인정 받았다. 그 해 1979년 동명의 제목으로 개봉한 호러 영화 《아미티빌 호러》의 리메이크판 영화에 주연급으로 출연하였다. 머레츠는 텔레비전에 여러 게스트 역할뿐만 아니라 영화 《빅 마마 하우스 2》에서 다소 작은 역할을 제의 받았을 때도 망설임 없이 자신의 연기 경력에 추가하였다.
그는 드라마 시리즈 《더티 섹시 머니》에서 키키 조지 역할과 《위기의 주부들》에서 셰리 말트비 역할로 출연했다. 또한 미국판의 애니메이션 《내 친구 티거와 푸우》에서 캐릭터 다비 목소리 연기를 하였다. 2008년 머레츠는 셀마 블레어와 제니퍼 로렌스와 함께 영화 《포커 하우스》에서 공연했고, 학대받은 아이 캐미 역할을 연기했다. 그는 첫 호러 영화 《아미티빌 호러》 이후 공포, 호러 영화에 자주 등장하는 배우이기도 하다.
2009년에는 마크 웨브 감독의 로맨스 영화 《500일의 썸머》에서 조셉 고든 레빗이 연기한 주인공 톰의 여동생인 레이첼 핸슨 역할로 출연했다.

### 2010년 ~ 2013년: 힛걸의 화려한 등장
2010년 머레츠는 마크 밀러와 존 로미타 주니어가 그린 동명의 만화 시리즈를 매슈 본 감독이 연출한 액션 영화 《킥 애스: 영웅의 탄생》에서 '힛걸' 역할을 맡았다. 어린 나이에 폭력 장면들이 많은 역할을 연기했다는 논쟁에도 불구하고, 머레츠는 이 영화에서 자신의 매력과 존재감을 한껏 드러내며 널리 중요한 평가를 받았다.(미국 영화 평론가, 로저 이버트) 또한 강도 높은 액션들을 소화하기 위해 성룡의 전담 스턴트맨과 3개월간 스턴트 훈련을 받았다고 한다. 그 해, 그는 영화 《렛 미 인》에서 12세의 뱀파이어 애비 역할을 연기했는데, 이 영화는 2008년 개봉한 토마스 알프레드손 감독의 스웨덴 영화 《렛 미 인》을 리메이크한 영국, 미국의 영화로 2010년 10월 1일 미국에서 개봉했고, 한국에서는 한달 후인 11월 18일에 개봉했다.
2011년 10월 14일 미국에서 개봉한 범죄 스릴러 영화 《텍사스 킬링 필드》에서 앤 슬라이거 역할을 연기했다.

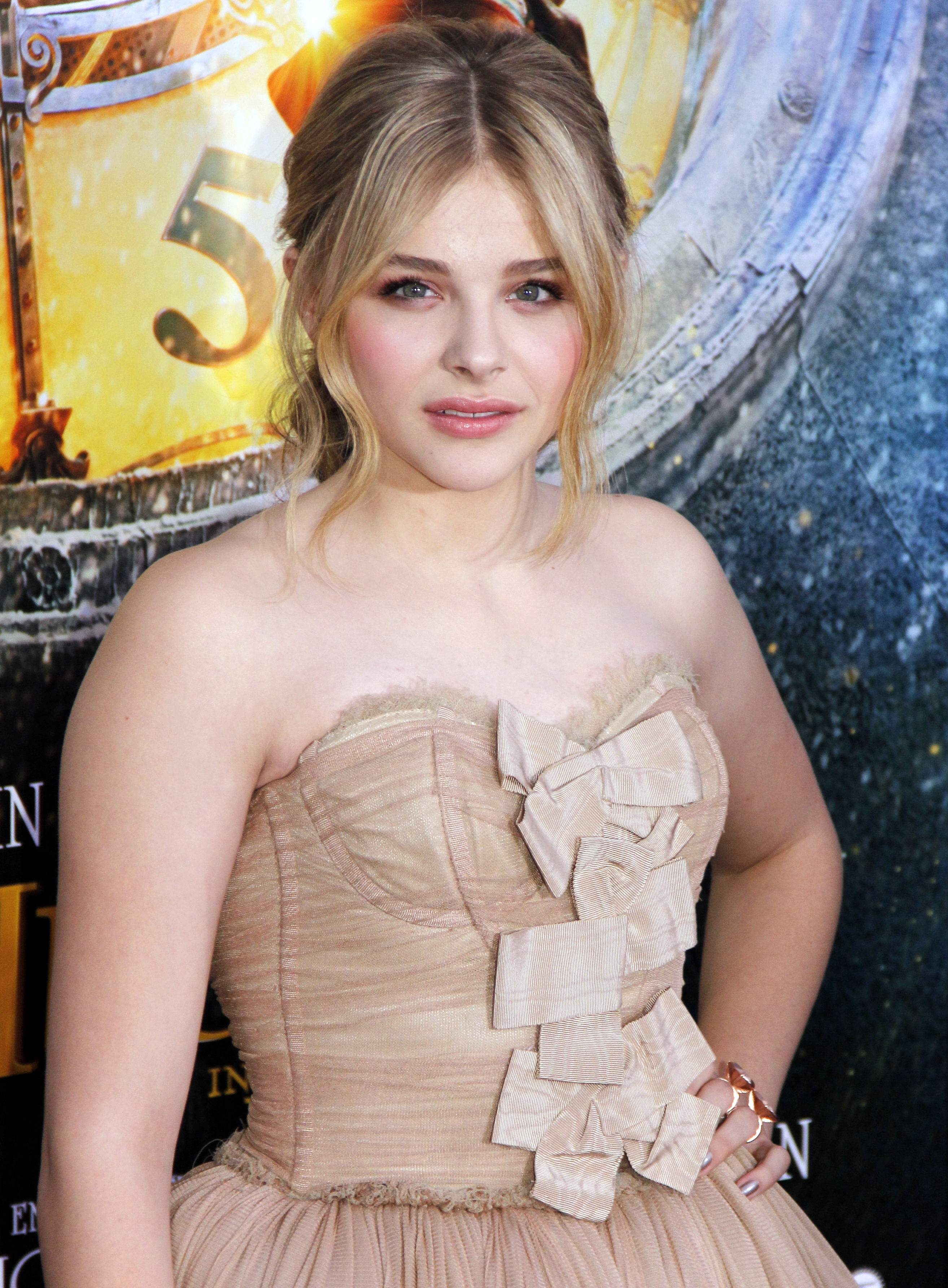
2011년 11월 영화 《휴고》 뉴욕 프리미어 시사회에서 머레츠

머레츠는 위고 카브레의 소설 "위고 카브레"를 각색한 마틴 스코세이지 감독의 영화 《휴고》에서 이자벨 역할을 연기했다. 이 영화는 제84회 미국 아카데미상에서 11개 부문 후보 지명되어 미술상, 시각효과상, 음향효과상, 촬영상, 효과상 5개 부분을 수상하는 쾌거를 이뤘고, 에이사 버터필드, 벤 킹즐리, 사샤 바론 코헨과 헬렌 매크로리와 공연했다. 머레츠는 소설 "안드레아 포르테스"를 영화화한 《힉》에 출연했다. 2012년 그는 동명의 인기 드라마 시리즈를 리메이크한 팀 버튼 감독의 영화 《다크 섀도우》에서 반항적인 10대 소녀 캐롤린 스토다드 역할을 연기했다. 2013년에는 《킥 애스: 영웅의 탄생》의 속편 영화 《킥 애스 2: 겁 없는 녀석들》에서 힛걸 역할을 맡았다. 영화의 공개 이후 그는 속편에 이어 다시 한번 높은 평가를 받았다. 그 해 그는 옴니버스 형식의 코미디 영화 《무비 43》에 출연했고, 미국의 작가 스티븐 킹의 소설을 기반으로 한 동명의 영화를 리메이크한 킴벌리 피어스 감독의 공포 영화 《캐리》에서 캐리 화이트 역할을 연기했다. 2012년 10월 이처럼 어둡고 불안하고 고민이 많은 역할들이 몰리는 것과 연기하는 것에 머레츠에게 물었을 때 그는 "행복한 가족 생활이 있고, 그 현실과 크게 다른 모습을 겪으며 연기하는 도전이다"라고 답했다.

### 2013년 ~ 현재: 차세대 배우로 성장

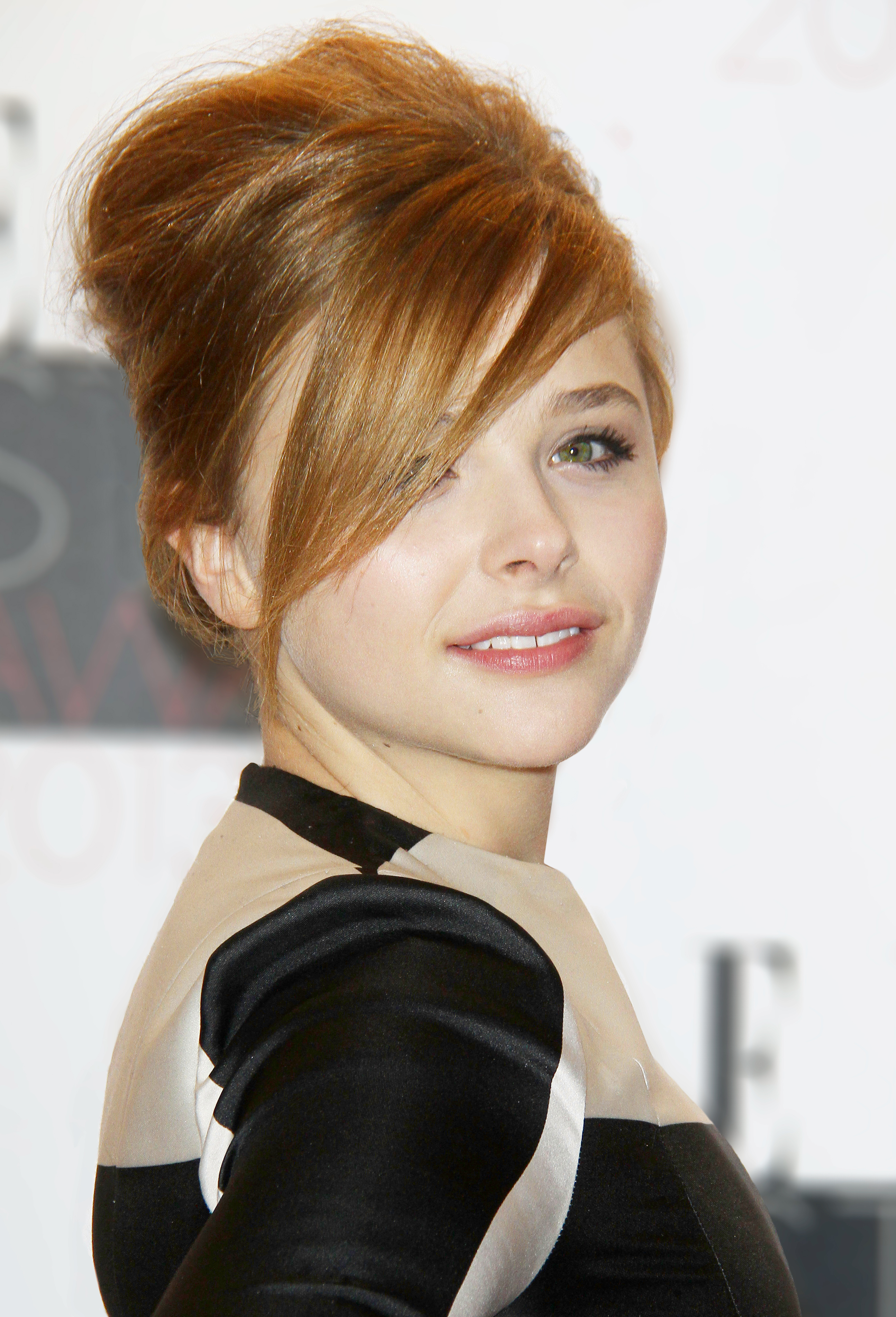
2013년 엘르 스타일 어워드에서 머레츠

2013년 1월, 머레츠는 게일 포먼의 동명 소설을 영화화하는 《네가 있어준다면》의 주인공 미아 홀 역할에 캐스팅 되었다. 내용은 17살의 클래식 뮤지션 소녀가 갑작스런 교통사고로 가족을 잃고 자신도 혼수상태에 빠지게 되면서 시작되는 소녀의 이야기이다.
2014년 1월 16일에 머레츠는 스티븐 소더버그 감독의 오프 브로드웨이 쇼인 《더 라이브러리》에 출연할 것이라고 발표했다. 5월 14일 개막한 제67회 칸 국제영화제에 영화 《클라우즈 오브 실스 마리아》에 공식경쟁부문에 초청되어 5월 23일 칸에 위치한 뤼미에르 극장에서 공식 스크리닝이 진행되어 머레츠는 영화에서 공연한 쥘리에트 비노슈, 크리스틴 스튜어트, 올리비에 아사야스 감독과 레드카펫을 밟았다.
클로이 머레츠는 2014년 10월 타임지에서 선정한 '2014년 가장 영향력 있는 10대 25명' 중의 한 명으로 뽑혔다.

## 사생활
머레츠는 레즈비언이다. 2018년부터 그녀는 모델 케이트 해리슨과 로맨틱하게 연결되었고, 2023년 현재 그녀는 장기적인 관계에 있음을 확인했다. 2014년부터 2018년까지 머레츠는 영국 모델이자 사진작가인 브루클린 베컴과 사귀었으며, 힐러리 클린턴을 지지하는 2016년 민주당 전당대회에 함께 참석했다.
머레츠는 로스앤젤레스의 스튜디오 시티에 살고 있다.  그녀의 오빠 브랜든은 그녀의 사업 매니저를 맡고 있으며, and her brother Trevor has been her act 오빠 트레버는 2010년부터 그녀의 연기 코치를 맡아 부모님이 없을 때 종종 그녀와 함께 여행과 기자 회견에 나섰다.  머레츠는 또한 내셔널 하키 리그(NHL)의 팀인 뉴욕 아일랜더스의 열렬한 팬이다.

## 필모그래피

### 영화
| 연도 | 제목                                                                 | 배역                     | 비고                                                |
| ---- | -------------------------------------------------------------------- | ------------------------ | --------------------------------------------------- |
| 2005 | 하트 오브 더 비홀더 Heart of the Beholder                            | 몰리                     |                                                     |
| 2005 | 아미티빌 호러 The Amityville Horror                                  | 첼시 러츠                |                                                     |
| 2005 | 오늘 너는 죽는다 Today You Die                                       | 세인트 토머스 병원 소녀  |                                                     |
| 2006 | 빅 마마 하우스 2 Big Momma's House 2                                 | 캐리                     |                                                     |
| 2006 | 룸 6 Room 6                                                          | 멜리사 노먼              |                                                     |
| 2006 | 위키드 리틀 씽스 Wicked Little Things                                | 에마 튜니                |                                                     |
| 2007 | 곰돌이 푸: 푸의 크리스마스 무비 Pooh's Super Sleuth Christmas Movie" | 다비 (더빙)              | 애니메이션 영화, 감독판 DVD                         |
| 2007 | 할로위드 그라운드 Hallowed Ground                                    | 사브리나                 |                                                     |
| 2007 | 세 번째 손톱 The Third Nail"                                         | 헤일리                   |                                                     |
| 2008 | 눈 The Eye                                                           | 얼리샤 밀스턴            |                                                     |
| 2008 | 포커 하우스 The Poker House                                          | 캐미                     |                                                     |
| 2008 | 볼트 Bolt                                                            | 어린 패니 (더빙)         | 애니메이션 영화                                     |
| 2009 | 낫 포거튼 Not Forgotten                                              | 토비 비숍                |                                                     |
| 2009 | 500일의 썸머 (500) Days of Summer                                    | 레이첼 핸슨              |                                                     |
| 2009 | 티거와 푸: 숲속의 뮤지컬 Tigger & Pooh and A Musical Too             | 다비 (더빙)              | 애니메이션 영화                                     |
| 2009 | 잭과 콩나무 Jack and the Beanstalk                                   | 질리언                   |                                                     |
| 2010 | 킥 애스: 영웅의 탄생 Kick-Ass                                        | 힛걸 / 민디 맥크레디     |                                                     |
| 2010 | 윔피 키드 Diary of a Wimpy Kid                                       | 앤지 스티드먼            |                                                     |
| 2010 | Super Duper Super Sleuths                                            | 다비 (더빙)              | 애니메이션 영화, 감독판 DVD                         |
| 2010 | 렛 미 인 Let Me In                                                   | 애비                     |                                                     |
| 2011 | 아워 딜 Our Deal                                                     | 베로니카 - 나이트 크리퍼 | 단편 영화                                           |
| 2011 | 텍사스 킬링 필드 Texas Killing Fields                                | 앤 슬라이거              |                                                     |
| 2011 | 런어웨이 걸 Hick                                                     | 루리 맥멀렌              |                                                     |
| 2011 | 휴고 Hugo                                                            | 이자벨                   |                                                     |
| 2011 | 스커리 걸 Scary Girl                                                 | 에니드 크리신스키        | 단편 영화                                           |
| 2012 | 다크 섀도우 Dark Shadows                                             | 캐롤린 스토다드          |                                                     |
| 2013 | 무비 43 Movie 43                                                     | 아만다                   | 옴니버스 영화 "Middleschool Date"(중학교 데이트) 편 |
| 2013 | 킥 애스 2: 겁 없는 녀석들 Kick-Ass 2                                 | 힛 걸 / 민디 맥크레디    |                                                     |
| 2013 | 캐리 Carrie                                                          | 캐리 화이트              |                                                     |
| 2013 | 걸 라이징 Girl Rising                                                | 내레이션                 | 다큐멘터리                                          |
| 2014 | 래기스 Laggies                                                       | 아니카                   |                                                     |
| 2014 | 머펫 모스트 원티드 Muppets Most Wanted                               | 신문 배달하는 소녀       | 카메오                                              |
| 2014 | 클라우즈 오브 실스마리아 Clouds of Sils Maria                        | 조-앤 엘리스             |                                                     |
| 2014 | 네가 있어준다면 If I Stay                                            | 미아 홀                  |                                                     |
| 2014 | 더 이퀄라이저 The Equalizer                                          | 테리                     |                                                     |
| 2014 | 가구야 공주 이야기 The Tale of the Princess Kaguya                   | 호라이산 가구야 (더빙)   | 애니메이션 영화, 영어판                             |
| 2015 | 다크 플레이스 Dark Places                                            | 디온드라 웰츠너          |                                                     |
| 2016 | 제5침공 The Fifth Wave                                               | 캐시 설리번              |                                                     |
| 2016 | 나쁜 이웃들 2 Neighbors 2: Sorority Rising                           | 모건                     |                                                     |
| 2016 | 브레인 온 파이어 Brain On Fire                                       | 수잔나 카할란            |                                                     |
| 2017 | 아이 러브 유, 대디 I Love You, Daddy                                 | 차이나 토퍼              |                                                     |
| 2017 | 노벰버 크리미널즈 November Criminals                                 | 피비                     |                                                     |
| 2018 | 카메론 포스트의 잘못된 교육 The Miseducation of Cameron Post         | 카메론 포스트            |                                                     |
| 2018 | 서스페리아 Suspiria                                                  | 패트리샤 힌글            |                                                     |
| 2018 | 마담 싸이코 Greta                                                    | 프랜시스                 |                                                     |
| 2018 | 우먼 인 할리우드 This Changes Everything                             |                          | 다큐멘터리                                          |
| 2019 | 레드슈즈 Red Shoes                                                   | 백설공주 (목소리)        | 애니메이션 영화                                     |
| 2019 | 아담스 패밀리 The Addams Family                                      | 웬스데이 아담스 (목소리) | 애니메이션 영화, 후반 제작                          |
| 2020 | 섀도우 클라우드 Shadow In The Cloud                                  | 모드 게릿                |                                                     |
| 2021 | 톰과 제리 Tom and Jerry                                              | 케일라                   | 실사/애니메이션 영화                                |
| 2023 | 니모나 Nimona                                                        | 니모나                   | 애니메이션 영화                                     |

### 텔레비전
| 연도      | 제목                                       | 배역          | 비고                                              |
| --------- | ------------------------------------------ | ------------- | ------------------------------------------------- |
| 2004      | 가디언 The Guardian                        | 바이올렛      | 2 에피소드                                        |
| 2005      | 가족 계획 Family Plan                      | 어린 찰리     | 장면 삭제됨                                       |
| 2005      | 내 이름은 얼 My Name Is Earl               | 켄디 스토커   | 에피소드: "Broke Joy's Fancy Figurine"            |
| 2006      | 쿠스코? 쿠스코! The Emperor's New School   | 푸리 (목소리) | 에피소드: "Kuzcogarten/Evil and Eviler"           |
| 2006~2007 | 위기의 주부들 Desperate Housewives         | 셰리 몰트비   | 에피소드: "The Miracle Song", "Come Play Wiz Me"  |
| 2007~2008 | 더티 섹시 머니 Dirty Sexy Money            | 키키 조지     | 7 에피소드                                        |
| 2007~2010 | 내 친구 티거와 푸 My Friends Tigger & Pooh | 다비 (더빙)   | 87 에피소드                                       |
| 2007      | 더 큐어 The Cure                           | 에밀리        | TV 영화                                           |
| 2011~2013 | 30 Rock                                    | 칼리 후퍼     | 3 에피소드                                        |
| 2013      | 아메리칸 대드 American Dad                 | 허니 (목소리) | 에피소드: "Steve & Snot's Test-Tubular Adventure" |
| 2015      | SNL 코리아 6                               | 게스트        | 에피소드: "클로이 모레츠" (15회), 한국 방송       |
| 2016      | 뇌섹시대 - 문제적 남자                     | 게스트        | 1 에피소드 (53회), 한국 방송                      |
| 2022      | 더 페리퍼럴                                | 플린 피셔     | 주인공                                            |

### 연극
| 연도 | 제목               | 배역                | 비고 |
| ---- | ------------------ | ------------------- | ---- |
| 2014 | 도서관 The Library | 케이틀린 게이브리얼 |      |

### 비디오 게임
| 연도 | 제목                                 | 역할                           |
| ---- | ------------------------------------ | ------------------------------ |
| 2010 | 킥-애스: 더 게임 "Kick-Ass: The Game | 힛 걸 / 민디 매크래디 (목소리) |
| 2012 | 디스아너드 Dishonored                | 에밀리 칼드윈 I (목소리)       |

### 뮤직 비디오
| 연도 | 가수                           | 노래                 |
| ---- | ------------------------------ | -------------------- |
| 2010 | The Soft Pack                  | "Answer To Yourself" |
| 2011 | Best Coast                     | "Our Deal"           |
| 2011 | 다이온 브롬필드 Feat. Mz Bratt | "Ouch"               |
| 2013 | Union J                        | "Carry You"          |

## 수상 및 후보 목록
| 연도 | 상                                                   | 부문                                                    | 결과 | 작품                           |
| ---- | ---------------------------------------------------- | ------------------------------------------------------- | ---- | ------------------------------ |
| 2006 | 제27회 영 아티스트 어워드(젊은 예술가상)             | 장편 영화 최우수 연기부문 - 10세 이하 젊은 여자배우상   | 후보 | 아미티빌 호러                  |
| 2007 | 제28회 영 아티스트 어워드(젊은 예술가상)             | 장편 영화 최우수 연기부문 - 10세 이하 젊은 여자배우상   | 후보 | 빅 마마 하우스 2               |
| 2007 | 제28회 영 아티스트 어워드(젊은 예술가상)             | TV 시리즈 최우수 연기부문 - 게스트 출연 젊은 여자배우상 | 후보 | 위기의 주부들                  |
| 2008 | 제29회 영 아티스트 어워드(젊은 예술가상)             | 목소리 더빙 부문 최우수 연기상                          | 후보 | 내 친구 티거와 푸              |
| 2008 | 제29회 영 아티스트 어워드(젊은 예술가상)             | TV 시리즈 최우수 연기부문 재출연한 젊은 여자배우상      | 후보 | 《더티 섹시 머니》             |
| 2010 | 제31회 영 아티스트 어워드(젊은 예술가상)             | 장편 영화 최우수 연기부문 젊은 여자배우상               | 후보 | 500일의 썸머                   |
| 2010 | 틴 초이스 어워드                                     | 초이스 무비: 신인 여자상                                | 후보 | 킥 애스: 영웅의 탄생           |
| 2010 | 스크림 어워드                                        | 최우수 판타지 여우주연상                                | 후보 | 킥 애스: 영웅의 탄생           |
| 2010 | 스크림 어워드                                        | 최우수 슈퍼 히어로상                                    | 후보 | 킥 애스: 영웅의 탄생           |
| 2010 | 스크림 어워드                                        | 최우수 신인 여자연기상                                  | 수상 | 킥 애스: 영웅의 탄생           |
| 2011 | 제32회 영 아티스트 어워드(젊은 예술가상)             | 장편 영화 부문 젊은 여우주연상                          | 후보 | 킥 애스: 영웅의 탄생           |
| 2011 | MTV 무비 & TV 어워드                                 | 최고의 신인 연기상                                      | 수상 | 킥 애스: 영웅의 탄생           |
| 2011 | MTV 무비 & TV 어워드                                 | 최고의 히어로상                                         | 수상 | 킥 애스: 영웅의 탄생           |
| 2011 | MTV 무비 & TV 어워드                                 | 최고의 액션 스타상                                      | 수상 | 킥 애스: 영웅의 탄생           |
| 2011 | MTV 무비 & TV 어워드                                 | 최고의 싸움상(with 마크 스트롱)                         | 후보 | 킥 애스: 영웅의 탄생           |
| 2011 | 크리틱스 초이스 영화상(미국 방송 영화 비평가 협회상) | 최우수 신인 여자배우상                                  | 후보 | 킥 애스: 영웅의 탄생, 렛 미 인 |
| 2011 | 엠파이어상                                           | 최우수 신인상                                           | 수상 | 킥 애스: 영웅의 탄생, 렛 미 인 |
| 2011 | 제37회 새턴상                                        | 아역 부문 최우수 연기상                                 | 수상 | 렛 미 인                       |
| 2011 | 스크림 어워드                                        | 최우수 호러 여자배우상                                  | 수상 | 렛 미 인                       |
| 2011 | 제32회 영 아티스트 어워드(젊은 예술가상)             | 장편 영화 부문 최우수 연기상                            | 후보 | 렛 미 인                       |
| 2011 | 제32회 영 아티스트 어워드(젊은 예술가상)             | 장편 영화 부문 최우수 연기상                            | 수상 | 윔피 키드                      |
| 2012 | 제38회 피플 초이스 어워드                            | 좋아하는 25세 이하 무비 스타상                          | 수상 | 휴고                           |
| 2012 | 시네마콘 BSA 어워드                                  | 내일의 여자 스타상                                      | 수상 | 휴고                           |
| 2012 | 제33회 영 아티스트 어워드(젊은 예술가상)             | 장편 영화 부문 최우수 젊은 여자연기상                   | 수상 | 휴고                           |
| 2012 | 제38회 새턴상                                        | 아역 부문 최우수 연기상                                 | 후보 | 휴고                           |
| 2012 | 여성 영화 크리스탈 어워드                            | 미래의 맥스 마라 얼굴상                                 | 수상 | 빈칸                           |
| 2013 | 제39회 새턴상                                        | 아역 부문 최우수 연기상                                 | 후보 | 다크 섀도우                    |
| 2013 | 엘르 스타일 어워드                                   | 미래의 아이콘 상                                        | 수상 | 빈칸                           |
| 2013 | MTV 무비 & TV 어워드                                 | 여름의 나쁜 10대상                                      | 수상 | 킥 애스 2: 겁 없는 녀석들      |
| 2014 | 제40회 새턴상                                        | 아역 부문 최우수 연기상                                 | 수상 | 캐리                           |
| 2014 | 인스타일 소셜 미디어 어워드                          | 최신 유행의 10대 여왕상                                 | 수상 | 빈칸                           |
| 2014 | 제1회 피플 매거진 어워드                             | 차세대 스타상                                           | 수상 | 빈칸                           |
| 2014 | 2014 영 헐리우드 어워드                              | 팬들이 좋아하는 여자배우상                              | 수상 | 빈칸                           |
| 2015 | 제41회 피플 초이스 어워드                            | 좋아하는 드라마틱 영화 여자배우상                       | 후보 | 빈칸                           |